# سة غر (مقاطعة دلفان)
سة غر (بالفارسية: سه گر) هي قرية تقع في قسم كاكاوند الغربي الريفي (مقاطعة دلفان) في إيران. يقدر عدد سكانها بـ 11 نسمة بحسب إحصاء 2016.